# Галієв Зейн Олександрович
Зейн Олександрович Галієв (нар. 28 серпня 1972) — киргизький футболіст, півзахисник. Виступав за збірна Киргизстану.

## Життєпис
Вихованець фрунзенського РУОР. На дорослому рівні дебютував 1992 року в першому сезоні незалежного чемпіонату Киргизстану в клубі «Спартак» (згодом — «Ак-Марал») з Токмака. Провів у цьому клубі чотири сезони, зіграв 74 матчі у вищій лізі. Ставав срібним (1993) та бронзовим (1994) призером чемпіонату країни, володарем Кубку Киргизстану (1994). У 1997 році зіграв два матчі за бішкекське «Динамо», команда стала в тому сезоні чемпіоном країни.
У національній збірній Киргизстану зіграв єдиний матч 2 лютого 1996 року в кваліфікації Кубку Азії проти Ємену, замінивши на 78-й хвилині Фархата Хаїтбаєва.
Після закінчення професіональної кар'єри переїхав до міста Черкаси, Україна. Виступав за місцеві аматорські клуби, зокрема виступав за «Рибку» в аматорському чемпіонаті України (4 матчі).